# Święciechowa
Święciechowa ([ɕfjɛnt͡ɕɛˈxɔva] deutsch Schwetzkau) ist ein Dorf und Sitz der gleichnamigen Landgemeinde (gmina wiejska) in der polnischen Woiwodschaft Großpolen.

## Geographie

### Geographische Lage
Die Ortschaft liegt etwa siebzig Kilometer südwestlich der Stadt Posen und sechs Kilometer westlich des Zentrums der Stadt Leszno (Lissa).
Die Gemarkung der Gemeinde Święciechowa liegt in der Ebene von Leszno und umfasst Teile des Landschaftsparks Przemęt sowie des Landschaftsschutzgebiets, das aus den drei Naturreservaten Przemęt-Wschowa, Święciechowa-Krzycko Małe und Krzywiń–Osieck besteht.

### Nachbargemeinden
Der Ort Święciechowa grenzt im Osten unmittelbar an die Stadt Leszno, im Süden an das Gemeindegebiet der niederschlesischen Gemeinde Góra  (Guhrau), im Westen an die Gemeinde Wschowa (Fraustadt) und im Norden an die Gemeinden Włoszakowice (Luschwitz) und Lipno (Leiperode).

## Geschichte

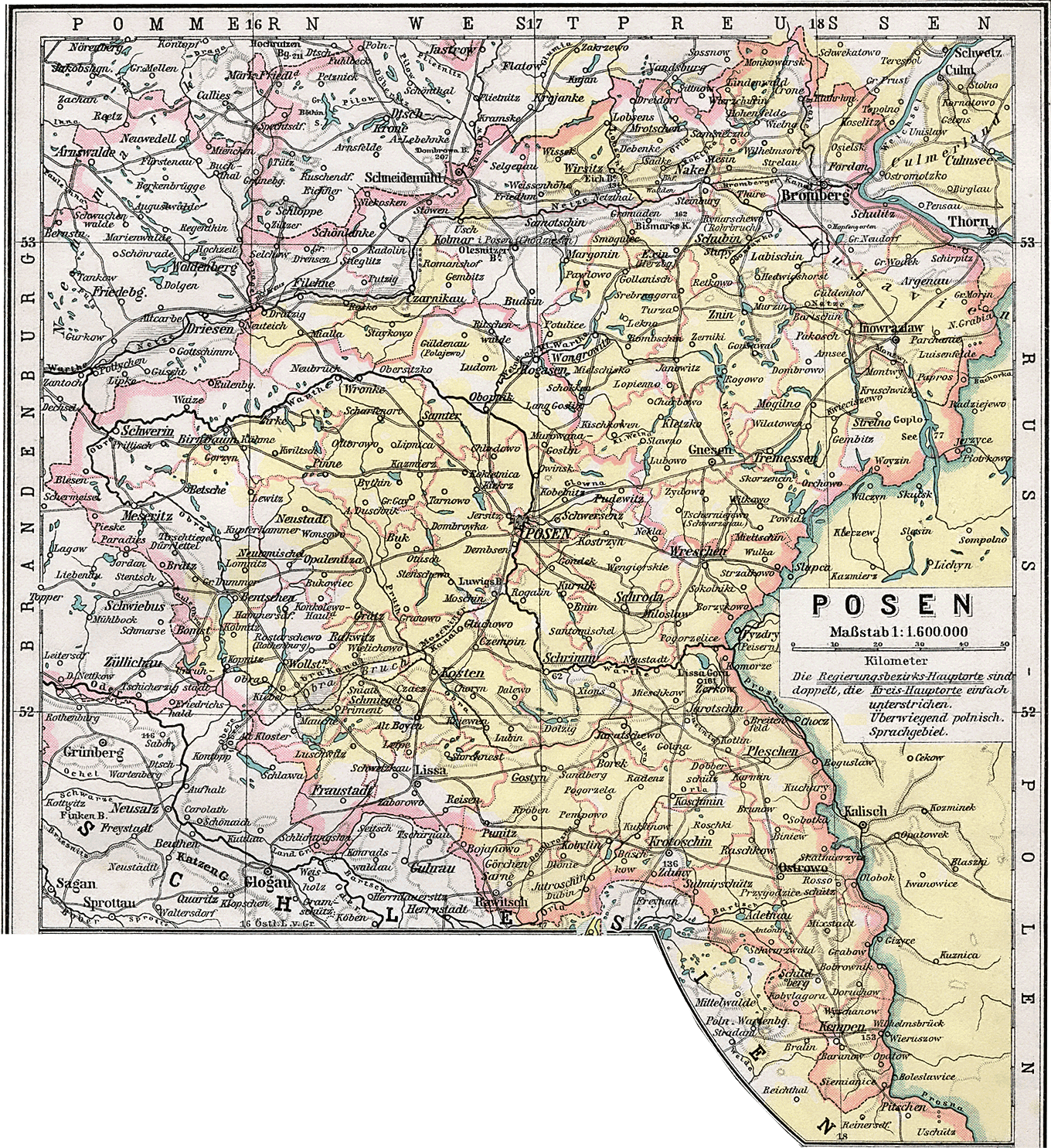
Schwetkau südwestlich der Stadt Posen und westlich der Stadt Lissa auf einer Landkarte der Provinz Posen von 1905 (gelb markierte Flächen kennzeichnen Gebiete mit seinerzeit mehrheitlich polnischsprachiger Bevölkerung).

### Erste Siedlung und Gründung der Stadt
Die erste urkundliche Erwähnung des Ortes erfolgte als Svecechov. In der in Posen ausgestellten Urkunde bestätigte Herzog Bolesław der Fromme von Großpolen am 22. Februar 1258 die Privilegien der Kirche für das Dorf, namentlich die Befreiung von allen Lasten und von der weltlichen Gerichtsbarkeit,:S. 10–11 welche die Kirche am 26. Dezember 1181 von Władysław Odon erhalten hatte. Vermutlich war diese Urkunde aber unecht, da weder Władysław Odoni noch der Zeuge Bischof Paul im Dezember 1181 im Amt waren.:S. 20–21 Weiterhin hatte Svecechov das Recht einen Jahrmarkt abzuhalten.:S. 39
Svecechov war ein Angerdorf und besaß zu dieser Zeit einen Gutshof mit Wall und Graben sowie Häusern der Kmeten und Leibeigenen, welche an einem südsüdwestlich fließenden Bach, dem Augraben, lagen. Das Dorf gehörte der nordöstlich von Leszno gelegenen  Benediktinerabtei Lubin. An der Stelle am Ausgang des Ortes, wo der Weg von Posen nach Glogau über den Bach führte, befand sich eine Zollstation des Klosters. Auf Grund besonderer Bemühungen des Abtes Jakob genehmigte es der großpolnische Herzog und spätere polnische König Przemysław II. am 17./22. Mai 1277, Svecechow und Radlewo nach deutschem Recht als Stadt anzulegen.:S. 22 Zugleich erhielt die Stadt das Recht, Märkte abzuhalten und die Marktabgaben einzubehalten. Auch wurden den Einwohnern Bürgerrechte zugesprochen und ein Bürgergericht, das alle bürgerlichen Rechtsstreitigkeiten regeln sollte, wurde eingerichtet. Die dies bestätigende Urkunde stammt zwar aus dem 14. Jahrhundert, war allerdings wahrscheinlich keine Fälschung, sondern eine Ersatzurkunde für das verlorene Original. In der vom 7. Dezember 1302 stammenden Urkunde bestätigt Herzog Heinrich III. von Schlesien-Glogau die Privilegien, die Herzog Przemysław II. dem Kloster verliehen hatte, und erwähnt Svecechow dabei als Stadt. Die neuen Siedler für die Stadt waren vermutlich Deutsche aus Schlesien.
Mit der Ankunft der Siedler begann auch die Anlage des Ortes außerhalb der ursprünglichen slawischen Siedlung. Der Marktplatz dehnte sich rechteckig mit der Längsausdehnung von West nach Ost aus und an den Ecken gingen jeweils zwei Straßen rechtwinklig ab. Dadurch hatte der Verkehr nach Osten vom Markt zwei Straßen, die sich aber am Osttor vereinigten. Dieses System wird „schlesisches Doppelstraßensystem“ genannt.:S. 24 An der Grenze der Stadt wurden die Straßen durch ein Torhaus verschlossen. An den langen Seiten des Marktes wurden sechs, den kurzen vier Gehöfte angelegt und jeder Bauer erhielt eine Hufe Land außerhalb der Stadt. Die Gebäude wurden auf einem Fundament aus Feldsteinen, Holz und Lehm errichtet. Die gesamte Stadt wurde durch einen Pfahlzaun umgeben. Dabei wurde die alte slawische Siedlung Lange Au nicht mit einbezogen. Ihr Name ist möglicherweise durch die Bezeichnung Rädel  für das Flurstück westlich des Ortes erhalten geblieben und zeigt die ehemalige Lage an.
Jeder Siedler der Stadt erhielt eine zusammenhängende Hufe Land. Die Hufe mussten allerdings erst noch gerodet und urbar gemacht werden. Das Bruch und der Streifen entlang der Aue wurden zur Allmende bestimmt und jedem Dorfbewohner gestattet eine Kuh darauf weiden zu lassen.:S. 40 Der übrige Grund, etwa 1.100 Morgen, verblieb im Eigentum des Klosters. Mitten im Ort befand sich das Rathaus, in dem unter anderem die Gerichte abgehalten wurden. Auf Grund der Tatsache, dass in den Urkunden der Stadt das Dreiding nie erwähnt wurde, wird vermutet, dass Svecechov von den Äbten die höhere Gerichtsbarkeit erhalten hatte.
Nachdem die Häuser der Siedler errichtet worden waren, begann der Bau der Kirche. Dabei war vor allem der Abt Jakob treibende Kraft. Er stellte unter anderem die Fachleute für den Bau aus den Reihen der Mönche und lieferte die Baustoffe. Das erklärt wohl auch, weshalb für die Kirche Jakobus der Ältere als Patron gewählt wurde. Der wichtigste regelmäßige Markt wurde sonntags abgehalten. 1300 soll ein Adliger Schulze Heinrich Svecechow überfallen und ausgeraubt haben. Abt Vincenz von Lubiń zwang ihn aber danach zur Zahlung von Schadenersatz.
Nachdem das Fraustädter Land, zu welchem auch Svecechow gehörte, sich um 1310 Schlesien angeschlossen hatte, begann König Kasimir III. der Große mit der Rückeroberung der Gebiete. Während der Kämpfe um den Landstrich wurde zwischen 1340 und 1346 auch die Stadt einschließlich Kirche und Rathaus niedergebrannt.:S. 31
1345 kam Sveczkow wie auch das umliegende Gebiet dann  zu Polen und blieb bis 1793 Teil der Woiwodschaft Posen.
Am 5. Mai 1366 verkaufte der Vogt Waremul das Dorf an seinen Schwiegersohn Nikolaus Cordbok.:S. 41
1382 versuchte Herzog Heinrich VII. von Schlesien-Glogau noch einmal, das Fraustädter Land zurückzuerobern. Zugleich waren auch Konrad von Öls und Semovit von Masowien in das Gebiet eingefallen. Schließlich marschierte noch das vierte Heer unter Peregrinus de Wągleszino in das Gebiet ein, letzteres, um es von den drei ersteren zu befreien. Alle Heere brachten aber für die Gebiete, durch welche sie zogen, Zerstörungen und Plünderungen mit sich. Auch Sveczkow blieb davon nicht verschont.

### 15. bis 18. Jahrhundert
Mitte des 15. Jahrhunderts, während der Kriege gegen den Deutschen Orden, stellte die Stadt zehn Fußsoldaten für das polnische Heer. Zu der Zeit gab es in der Stadt wahrscheinlich bereits ein Spital sowie eine Schule, allerdings ist das urkundlich nicht nachweisbar. 1445 wurde die Stadt wieder völlig zerstört und erst zwei Jahre danach begann der Wiederaufbau. Am 26. Mai 1448 bestätigte Abt Stephan das Magdeburger Recht der Stadt erneut, da die alten Urkunden durch die Verwüstungen abhandengekommen waren.
Am 16. Januar 1469 gewährte König Kasimir IV. Jagiello zwei weitere Jahrmärkte, einen am Sonntag vor Pfingsten und einen zum Fest der Kreuzerhöhung.
1474 zog Johann von Sagan mit schlesischen Truppen durch Großpolen. Er plünderte viele Städte und Dörfer, zerstörte das Kloster Lubiń und verschonte auch Swieciechowo nicht. Der Schulze Georg sammelte in den Folgejahren in Polen, Schlesien, Mähren und Russland Gelder, um so den Aufbau der Kirche finanzieren zu können. Der solchermaßen finanzierte, 1480 errichtete:S. 68 Bau aus gebrannten Ziegeln überdauerte in seiner Grundform bis mindestens 1669/1669. Zum Gedenken an Georg wurde er von den Mönchen Lubińs in deren Totenbuch eingetragen.:S. 32
Anfang des 16. Jahrhunderts hatte sich das in Personalunion vereinte Polen-Litauen als mitteleuropäische Großmacht etabliert; auch unter den deutschen Einwohnern Swieciechowos setzte ein Prozess der allmählichen Polonisierung ein. Ab etwa Mitte des 16. Jahrhunderts wurden die bis dahin in Deutsch geführten Ratsbücher in Polnisch geführt und auch die Predigten in der Kirche erfolgten kaum noch in Deutsch.
Am 25. Januar 1549 brannte Swieciechowo erneut ab und musste wieder aufgebaut werden, wofür den Bürgern die Zahlung von Steuern erlassen wurde.
In einer Steuerliste des 16. Jahrhunderts sind für Swieciechowo 71 Gewerbebetriebe verzeichnet und die zu der Stadt gehörende Fläche mit 31 Hufen angegeben. Die Größe der Fläche – Fraustadt (Wschowa) hatte zu der Zeit nur 8,5 Hufe – deutet darauf hin, dass die Stadt stark von der Landwirtschaft geprägt war.
Swieciechowo profitierte nicht von der Ende des 15. Jahrhunderts stattfindenden Einwanderungswelle aus Böhmen und Schlesien. Damit nahm der Ort auch nicht an dem damit verbundenen Wirtschaftsaufschwung teil. Das schnell wachsende Lissa nahm dem Ort sogar einen Teil seiner Bedeutung für die Wirtschaft der Umgebung ab.:S. 98
1610 berichtete der bischöfliche Visitator Kaspar Happ von einer zweiten Kirche neben der Backsteinkirche des Heiligen Jakob. Diese als Fachwerkbau errichtete Hospitalskirche war dem Heiligen Laurentius gewidmet.:S. 81 Diese Kirche war zu dieser Zeit renovierungsbedürftig und stürzte auch bald darauf ein. Weiterhin berichtete Happ von einem aus Ziegeln errichteten Schulgebäude und einem Spital.:S. 82
1639 wurde in der Stadt ein Brauhaus errichtet.:S. 137
Als die Schweden im Zweiten Nordischen Krieg Polen besetzten, wurde auch Święciechowa besetzt. Welche direkten Folgen dabei für die Stadt dadurch entstanden, ist nicht bekannt; als die Schweden 1656 Lissa verlassen mussten, soll Święciechowa aber geplündert worden sein.:S. 100 Die folgenden Jahre waren, wie in ganz Polen, von einem wirtschaftlichen Stillstand und sogar Rückgang gekennzeichnet.
1694 wurde die eingestürzte Kirche des Heiligen Laurentius neu errichtet.:S. 81
Am 9. Februar 1706 marschierten schwedische Truppen unter General Rhenskjöld in Schwetzko ein, in der Nacht vom 12. zum 13. Februar war sogar fast das gesamte Fußvolk und ein Teil der Reiterei des 19.000 Mann zählenden Heers des Generals in der Stadt und dessen direkter Umgebung. Nachfolgend schlugen diese das russisch-sächsische Heer unweit von Schwetzko.:S. 118 In den folgenden Jahren waren noch mehrmals kleinere Truppenteile der Schweden in Święciechowa.
Im Juli 1707 zerstörten Truppen des russischen Generals Schulz Lissa und wüteten auch in Schwetzko. Im September 1707 waren erneut die Schweden in der bereits stark zerstörten Stadt, auch wenn die Zerstörungen nicht so stark waren wie die im nahezu vollständig zerstörten Lissa.:S. 119–120
In den Jahren 1709 und 1710 wütete die Pest und damit einhergehend eine schwere Hungersnot in der Gegend. Wie der Verlauf in Schwetzko genau war, ist nicht überliefert. Die Überlebenden sammelten Gelder und konnten so das Marienbild der Kirche mit einem Gewand aus getriebenem Silber versehen. Die Inschrift berichtet von 2.200 Toten, die Zahl muss aber als zu hoch angesehen werden.:S. 121–122
Nur einige Jahre nach dem Ende des Krieges brach in Polen, nach der Konföderation von Tarnogród, ein Bürgerkrieg aus, in dessen Verlauf es um 1716 wiederum zum Durchzug von Militär und damit einhergehenden Plünderungen in Schwetzko kam.:S. 122
1722 wurde im Zentrum Schwetzkos eine überlebensgroße Figur der Muttergottes errichtet. Während des Nordischen Krieges war dem schwedischen General angeblich immer wieder eine weiße Frau erschienen und hatte ihn am Beschuss der Stadt gehindert.:S. 123
1737 stürzte die hölzerne Spitalkirche ein. Zu dieser Zeit befanden sich eine Reihe von Kirchenbauten im Fraustädter Dekanat in schlechtem Zustand und waren teilweise sogar einsturzgefährdet.:S. 126 In die Kirche, deren Ausbau 1750/1751 beendet wurde, schlug am 3. Juni 1780 der Blitz ein. Das dadurch entstandene Feuer beschädigte die Kirche schwer und auch die Stadt brannte größtenteils ab.:S. 128
Ende des 18. Jahrhunderts litt auch Schwetzkau unter der politischen und den damit einhergehenden wirtschaftlichen Problemen Polens. Die Abgaben waren erhöht worden, zugleich aber kaum Ausgaben für die Infrastruktur oder sonstige Gemeinbedürfnisse getätigt wurden. Der größte Teil der Abgaben ging an die polnische Krone bzw. an die Grundherrschaft, das Kloster in Lubiń, nur ein kleiner Teil, 1792 waren es 2.587 Reichstaler, verblieb bei der Stadt. So kam es, dass die Verbindlichkeiten 1793 auf 14.722 Reichstaler angewachsen waren.:S. 137

### 1795 bis heute

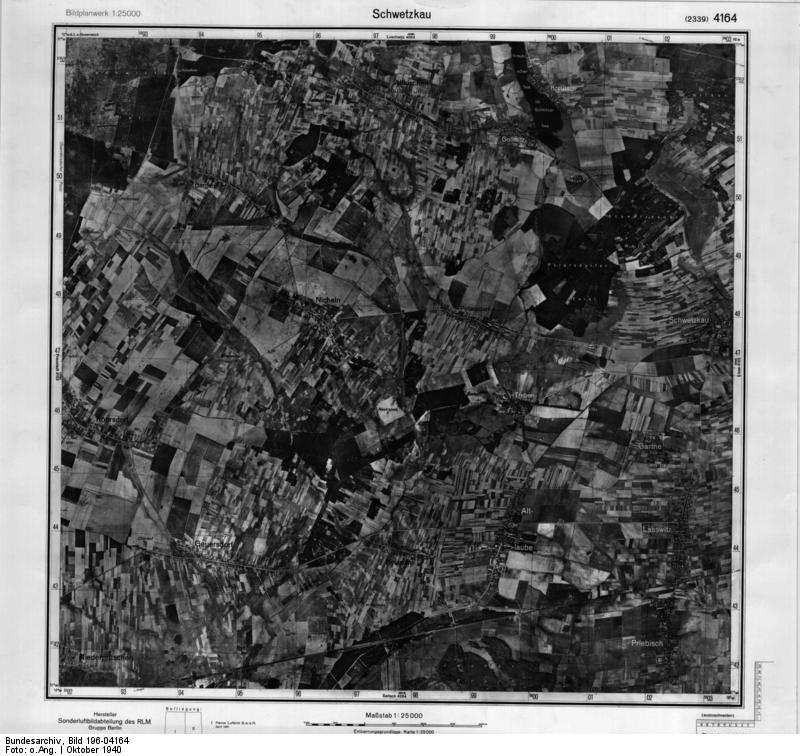
Luftbild vom Oktober 1940

Mit der Dritten Teilung Polen-Litauens  1795 kam die Stadt unter die Herrschaft Preußens und wurde zunächst unmittelbar, dann am 14. Januar 1797 jedoch dem Geheimen Kabinettsrat v. Beyer in  Berlin überlassen. Es wurde eine genaue Bestandsanalyse der Ortschaft, Indaganda genannt, durchgeführt. Im Jahr 1800 hatte die  Stadt  218 Wohnhäuser, zwanzig Mühlen, zwei Kirchen, drei öffentlichen Gebäude und  1.264 Einwohner, unter denen sich neben anderen Gewerbetreibenden auch 31 Leinweber befanden. Die Leinweberei, insbesondere die Drillichherstellung, entwickelte sich in den darauffolgenden Jahren so, dass um 1810 bereits an 126 Webstühlen gefertigt wurde.
Schwetzkau besaß immer noch die Größe und auch die Grundform, welche es schon im 17. Jahrhundert besessen hatte. Die Straßen waren in einem sehr schlechten Zustand, Spritz- und Brauhaus waren die einzigen öffentlichen Gebäude, da Rathaus und Schule nach dem Brand von 1780 nicht wieder aufgebaut worden waren. Zusammen mit der Vorstadt gab es in Schwetzkau 209 Wohngebäude, von welchen 110 mit Stroh und die übrigen mit Schindeln gedeckt waren. Insgesamt gab es 91 landwirtschaftliche Betriebe und 89 Scheunen. An Nutzvieh gab es 91 Pferde, 60 Ochsen, 250 Kühe, 525 Schafe und 3 Schweine. Die Abgabenlast änderte sich durch die neue preußische Herrschaft nicht, nur mussten die Teile der Abgaben, welche bisher in Naturalien erfolgt waren, jetzt in Geld beglichen werden.:S. 140–143 Das westliche Stadttor wurde 1805 abgerissen, die Tore im Norden und Süden Schwetzkaus sind noch im Jahr 1900 nachweisbar.:S. 24
1839 wurde die zwischenzeitlich wieder aufgebaute Hospitalskirche abgerissen.:S. 128 Das Brauhaus Schwetzkaus brannte 1876 ab und wurde von den Bürgern nicht wieder aufgebaut.:S. 142
1807 wurde Schwetzkau Teil des nach dem Frieden von Tilsit neu gegründeten Herzogtums Warschau. Nachdem dieses 1815 aufgelöst worden war, wurde Schwetzkau wieder Teil Preußens. Ein wirtschaftlicher Aufschwung setzte zu Anfang des 20. Jahrhunderts ein. Damals begann in Święciechowa der Aufkauf deutscher Höfe durch polnische Landwirte. Zwanzig Güter wechselten auf diese Weise ihre Besitzer.
Nach dem Ende des Ersten Weltkrieges und der Schaffung der Zweiten Polnischen Republik  versuchten polnische politische Agitatoren ab 1918 im Großpolnischen Aufstand, Teile der Provinz Posen unter ihre Kontrolle zu bringen. Schwetzkau blieb jedoch bis zum durch die Entente 1919 befohlenen Waffenstillstand unter deutscher Hoheit. Am 17. Januar 1920 musste Schwetzkau auf Grund der Bestimmungen des Versailler Vertrags an die Zweite Polnische Republik  abgetreten werden.:S. 162 1934 verlor der Ort sein Stadtrecht.
Am 2. September 1939, einen Tag nach dem Beginn des Überfalls auf Polen, zündete ein kleiner polnischer Panzerverband in Święciechowa alle Windmühlen, Getreideschober, Scheunen und auch einige Gehöfte an. Teile der deutschsprachigen Bevölkerung flohen daraufhin.:S. 166 Am 3. September fuhren erneut polnische Panzer durch die Ortschaft, die Wehrmacht marschierte am 5. September ein. In den nachfolgenden Tagen wurden die drei Kapellen an den Ortseingängen niedergerissen, die Johannes-Nepomuk-Figur an der Lissaer Straße und alle Wegkreuze gestürzt.:S. 168
Im August 1940 wurde auch die Muttergottesfigur auf dem Marktplatz entfernt. Aufgrund von Protesten der mehrheitlich katholischen, deutschen Bevölkerung mussten die drei dafür abgestellten Polizisten Verstärkung aus Lissa, Reisen und Storchnest herbeirufen, bevor eine Entfernung der Statue möglich war.:S. 168
Als sich zum Ende des Zweiten Weltkriegs die Ostfront Schwetzkau näherte, wurde mit Schanzarbeiten begonnen. Am 20. Januar 1945 erhielten die Einwohner den Befehl, sich auf eine Flucht aus der Stadt vorzubereiten, und noch am selben Tag setzte sich ein Treck von 123 Gespannen in Richtung Berlin in Bewegung. Zu größeren Gefechten um Schwetzkau kam es nicht. Die Ortschaft wurde von der Roten Armee besetzt und wieder polnisch.
Die verbliebenen deutschen Schwetzkauer wurden zum Teil in das nahegelegene Lager Grune eingewiesen und mussten dort Aufbauarbeiten für die Städte verrichten oder wurden als Zwangsarbeiter für polnische Unternehmen abgestellt.:S. 173 Die deutschen Einwohner wurden in der Folgezeit von der örtlichen polnischen Verwaltungsbehörde aus der Ortschaft vertrieben.

### Einwohnerzahlen
- 1800: 1.264[5]
- 1837: 1.578[5]
- 1861: 1.547[5]
- 1885: 1.576[13]

### Religion
Vermutlich nach 1552 setzte in der Stadt eine Reformationsbewegung ein, genaue Urkunden dazu sind allerdings nicht vorhanden. Diese hielt sich aber nur kurz und muss bereits vor 1598 beendet worden sein.:S. 67 Die Bevölkerung des nahe gelegenen Lissas (Leszno) hingegen wurde protestantisch und auch in den folgenden Jahren blieben die Katholiken dort eine Minderheit. Auch die Anfang des 17. Jahrhunderts einsetzende Welle protestantischer deutscher Siedler, welche aus Deutschland kamen, um in Polen, auf Einladung des Königs Wladysław II., ihre Religion frei ausüben zu können, ließen sich nicht in Schwetzkau nieder. Vielmehr blieben sie im nahen Lissa.
1629 wurde Piotr Mieszkowski Pfarrer, ihm folgte 1634 Bartholomäus Sander. 1639 wurde Święciechowa als Wallfahrtsort erwähnt.
Matthäus Damian Schmidt wurde 1708 als Pfarrer erwähnt. Er starb am 29. September 1736.:S. 124 Sein Nachfolger wurde Matthäus Grygier:S. 126 und dessen Nachfolger Martin Krause.:S. 128
Eine Orgel wurde erst um die Wende des 18. zum 19. Jahrhundert in der Kirche installiert. Zuvor wurde ausschließlich gesungen bzw. ab dem 17. Jahrhundert wurden möglicherweise auch Begleitinstrumente für den Gottesdienst verwendet. Spätestens ab dem 18. Jahrhundert wurde in der Kirche in Deutsch gepredigt. Die Kirchenbücher waren bis 1793 in Latein, danach in Deutsch geschrieben.:S. 130 Dies änderte sich 1874, ab diesem Jahr wurden die Aufzeichnungen wiederum in Latein vorgenommen.:S. 152
Um 1900 gehörten zur Pfarrei Święciechowa die Vorwerke Wiese, (Mączyn), Garthe, Priebisch, Treben; Wolfsvorwerk und Wolfs-Treben.:S. 156 Handel und Gewerbe gingen in dieser Zeit in Schwetzkau zurück. Das lag zum einen an dem aufstrebenden Lissa als auch der Industrialisierung.:S. 158
Da Święciechowa eine geistliche Stadt war, durften sich Juden in ihr bis Mitte des 18. Jahrhunderts nicht aufhalten. Nach der Aufhebung dieses privilegium de non tolerandis Judaeis wurden 1792 105 Juden festgestellt, weiterhin gab es nur fünf Lutheraner zu diesem Zeitpunkt.:S. 138

### Name
Der ursprüngliche Name der Siedlung war Svecechov, welcher sich aber im Lauf der Zeit immer wieder wandelte. Auch wurden Bezeichnungen parallel verwendet, je nach verwendeter Sprache.:S. 39
Slawisch/Polnisch:
1258–1302 – Svecechov
1333–1371 – Sveczkow
1360 – Swanczechow
1469, 1480 – Swieciechowo
1510 – Swanczechow
1604 – Swieciechowo
Um 1650 – Święciechowa
1795, 1806 – Święciechowo und Świeciechowa
Deutsch:
1630 – Schweciko
1639 – Schwetzke und Schwetzkau
1642 – Schwetzkow
1711 – Schwetzko
Um 1800 – Schwätzkau

### Einwohnerentwicklung
Auf Grund einer Urkunde von 1418, in der nur rein deutsche Namen erwähnt wurden, kann man davon ausgehen, dass der Ort zu dieser Zeit größtenteils, wenn nicht sogar vollständig von Deutschen bewohnt wurde.
1610 erwähnte der Visitator Kaspar Happ, dass die Stadt von Deutschen bewohnt würde. Es gab allerdings auch Polen, die vermutlich als Dienstleute auf dem Klostergut arbeiteten.:S. 81
1792 lebten in Schwetzkau 31 Leinenweber, 20 Müller, 15 Schuster, zwölf Fleischer, vier Schneider, drei Tischler sowie jeweils ein Tuchmacher, Handschuhmacher, Huf- und Waffenschmied, Kürschner, Maurer und ein Stellmacher. Insgesamt lebten 1792/1793 1.199 Menschen im Ort.:S. 137
1803 war die Einwohnerzahl auf 1.313 angestiegen, die Zahl der Juden war dabei auf acht, 1823 sogar auf nur zwei gesunken.:S. 141
Bis 1849 stieg die Einwohnerzahl auf 1.500 an.:S. 142 Die Einwohnerzahl stieg bis 1910 weiter an und betrug 1.525, davon waren 203 Polen.:S. 159

## Politik

### Wappen

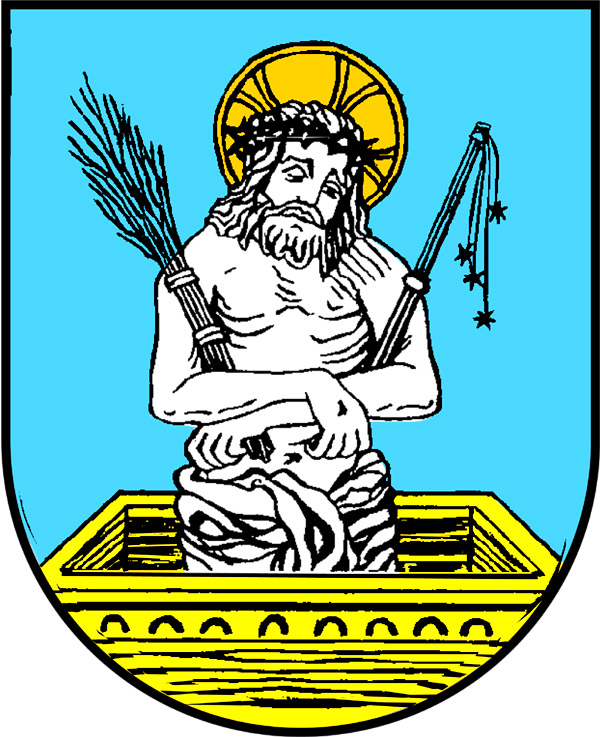
Wappen von Święciechowa

Das Wappen des Ortes entstand 1630. Es zeigt, wie Christus aus dem Grab steigt, mit einer Dornenkrone und in der rechten Hand einen Palmenwedel. Die Umschrift lautet „Sigill: Civitatis: Schwecikoviensis: 1630“.:S. 98

### Gemeindepartnerschaften
Die Gemeinde Święciechowa unterhält Partnerschaften mit Aixe-sur-Vienne in Frankreich und Großhabersdorf in Deutschland.

## Sehenswürdigkeiten

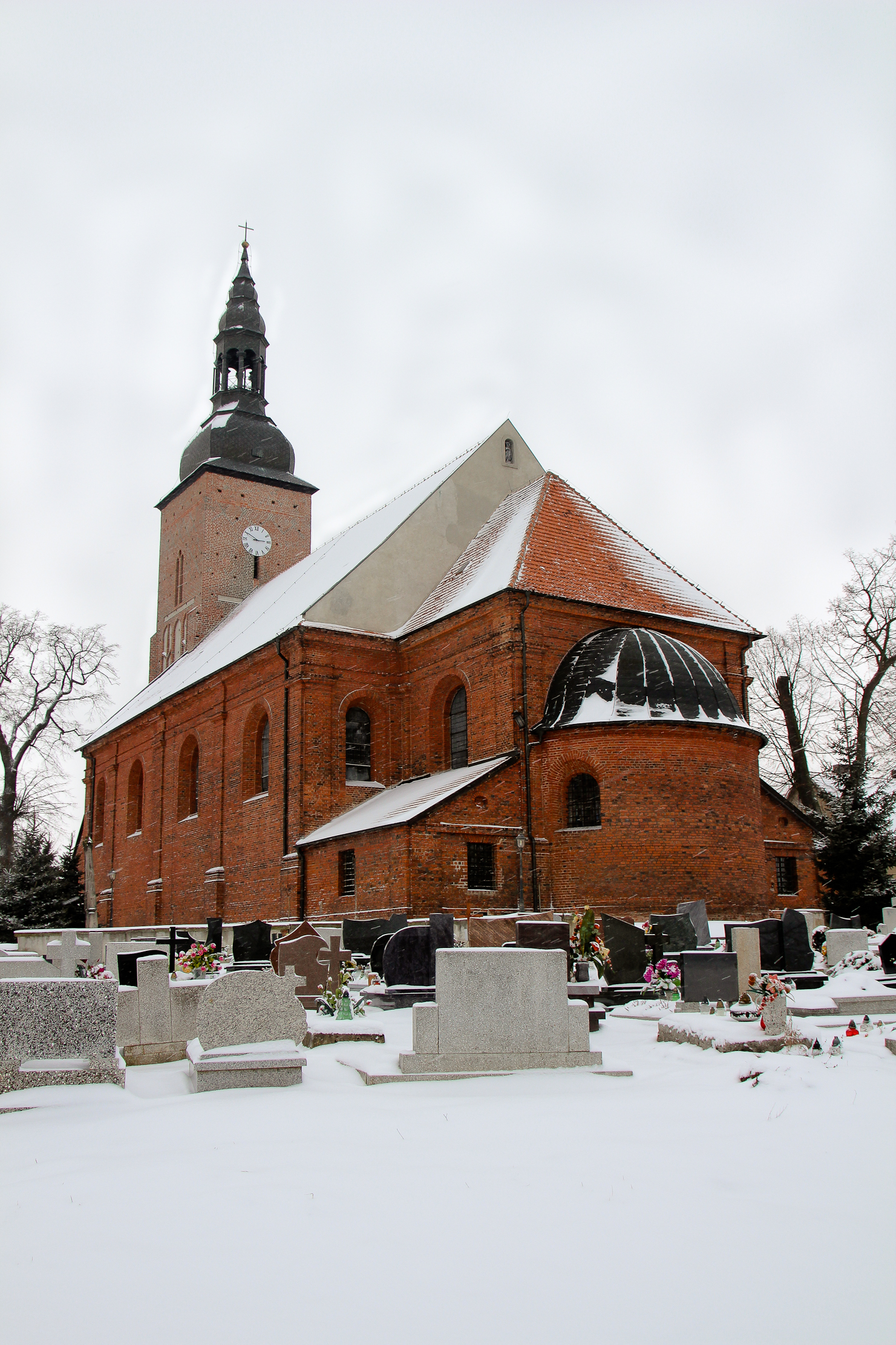
Die Kirche

Die Jakobus dem Älteren geweihte Backsteinkirche ist die wichtigste Sehenswürdigkeit des Ortes. Die ursprüngliche Kirche war im 14./15. Jahrhundert von Soldaten niedergebrannt worden und erst nach 1474 begann der Wiederaufbau. Der Vogt Georg hatte dafür in Polen, Mähren, Böhmen und Russland Spenden gesammelt.:S. 41
1668 ließ der Pfarrer Bartholomäus Sander:S. 96 die Kirche um einen Anbau an der Südseite erweitern.:S. 68 1730 wurde, auf Initiative des Pfarrers Matthäus Damian Schmidt, eine weitere Erweiterung vorgenommen. Diese war notwendig geworden, da die zahlreichen Pilger nicht mehr von dem alten Bau gefasst werden konnten. 1660 hatte Sander eine Rosenkranzbruderschaft gegründet, später folgte eine Skapulierbruderschaft.:S. 124 Die Vergrößerung der Kirche wurde auch unter Matthäus Grygier fortgesetzt und 1750/51 beendet.:S. 126–127 Am 22. Juni 1754 wurde die Kirche von Józef Kierski (1736–1768) eingeweiht. Kaum 30 Jahre später, am 3. Juni 1780 traf ein Blitz die Kirche und der nachfolgende Brand vernichtete Teile der Innenausstattung und dabei auch die Kirchenbücher. Beim Wiederaufbau wurde auf dem gotischen Turm ein hölzerner Aufbau gesetzt, womit die Kirche eine Höhe von etwa 70 Metern erreichte. Im Glockenstuhl befanden sich fünf Glocken, die größte, 1780 von Adam Huldt in Posen gegossen, hatte einen Durchmesser von 80 Zentimetern.:S. 128

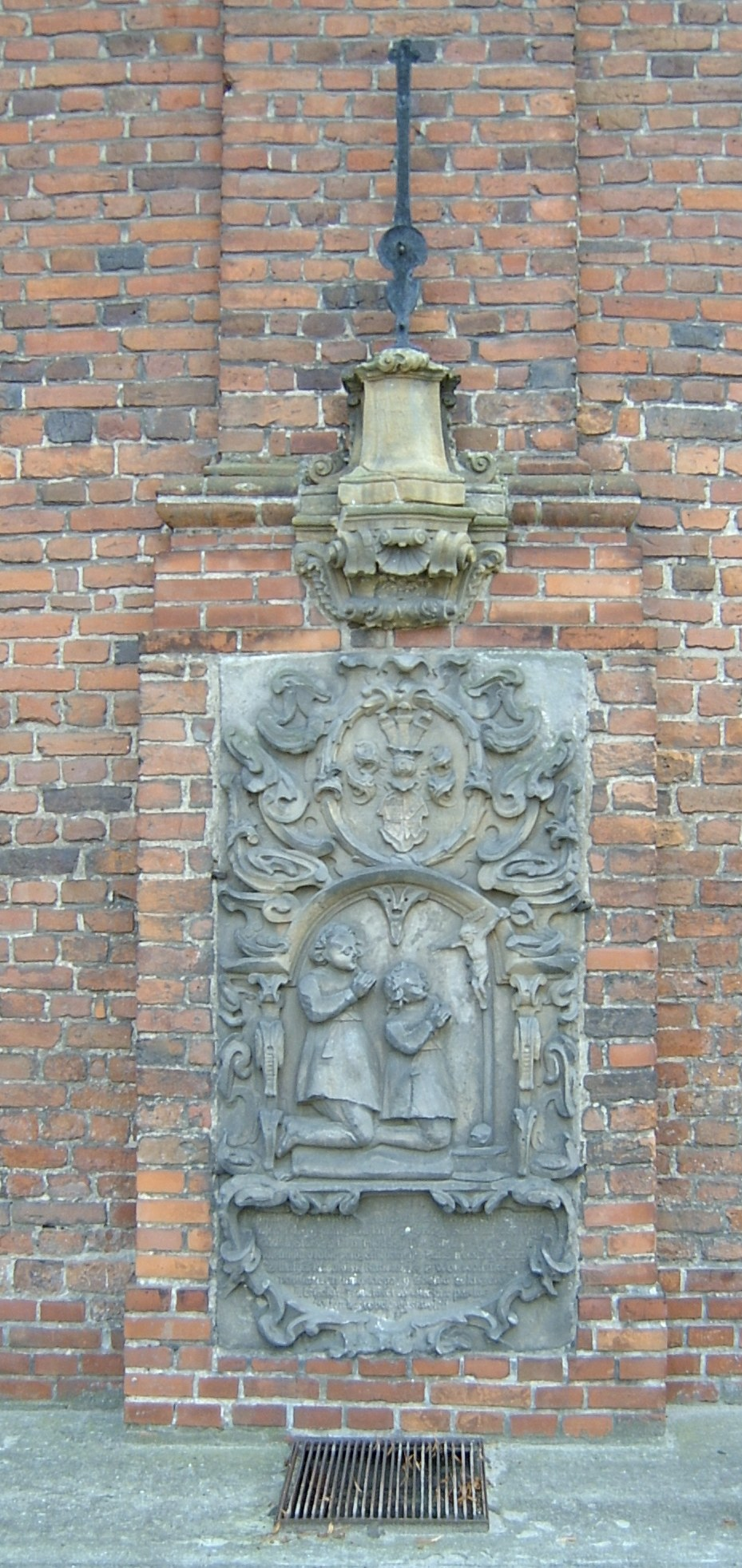
Das Kindergrabmal

An der Nordseite der Kirche befindet sich das älteste Grabdenkmal des Ortes. Es stammt von 1639 und ist eine etwa zwei Meter hohe Sandsteinplatte. Diese trägt die Inschrift „DOM“ (für „Deo Omnipotenti Maximo“ – dem allmächtigen Gott). Darunter stehen rechts die Worte „D. Lisieckich“ und links „D. Radowickich“. Zwischen diesen Worten befindet sich das Wappen der Grzymała. Unter diesem Wappen befindet sich ein Relief zweier vor einem Kreuz kniender Kinder. Der Text, der sich darunter befindet, lautet auf Deutsch: „Maciej und Mikołaj Radowicki, zwei Brüder, haben im Alter von dreieinhalb und zweieinhalb Jahren, der ältere am 11. und der jüngere am 12. Mai 1639, dem Tode ihren Zoll entrichtet und wurden hier in einem Grabe beigesetzt. Ihnen haben die trauernden Eltern Maciej Radowicki aus Klein Radowick, Woiwodschaft und Kreis Kulm, und Sofia Lisiecka aus Koszew in Liebe diesen Grabstein zum ewigen Gedächtnis gesetzt“.

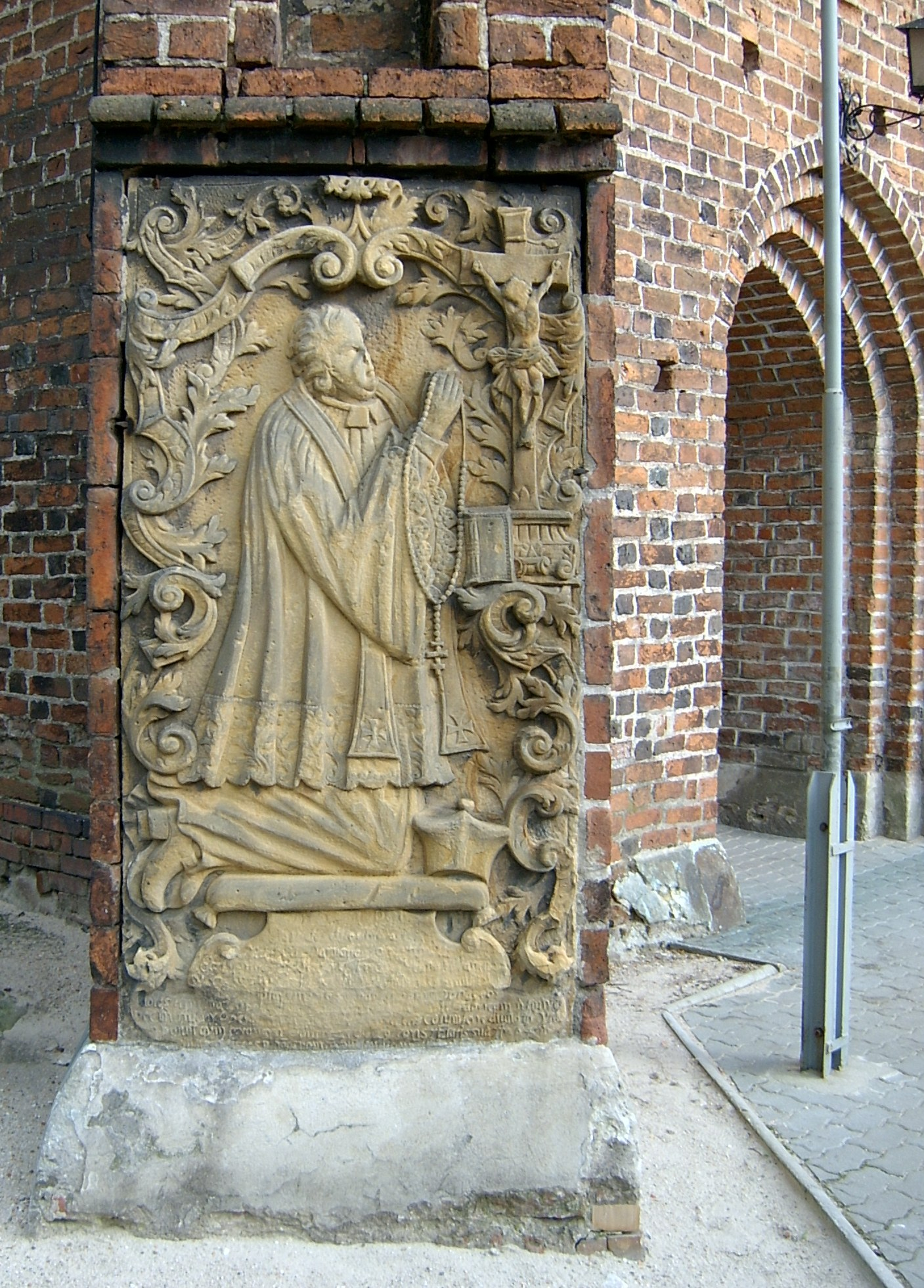
Grabmal von Matthäus Damian Schmidt

Am Eingang der Kirche befindet sich ein weiteres Grabmal. Dies wurde zum Gedenken an den Pfarrer Matthäus Damian Schmidt errichtet. Die zwei Meter hohe Sandsteinplatte zeigt den Pfarrer, der vor einem Kreuz kniet. Die Inschrift ist heute kaum noch lesbar. Sie lautet „D.O.M.P.M. Sta viator et lege, hic jacet Mattheus Damianus Schmidt hujus Eccelesiae per annos 28 rector et erector, Decanus Foraneus Vschovensis natus Anno 1673 vir vere apostolicus cui smilem Swięchiechovia optare magis, quam habere poterit, optimas ejus dotes et merita tacebo, sed lapis hic de pariete clamabit, Fabricam non finivit, nec fuit auctor operis imperfecti. Morae impatiens coelum ferre diutius talem virum non potuit, quin coronarit. Obiit Anno 1736 29. Septembris Aetatis Anno 64“.
Der Obelisk auf dem Kirchengrundstück wurde 1746 errichtet. Er erinnert an Gebeine, welche bei den Erweiterungsbauten der Kirche im 18. Jahrhundert gefunden wurden. Die Inschrift lautet: „D.O.M.P.M. Anno Domini 1746. Den 22. September ist durch Bewilligung eines hochwürdigsten Consistorii feierlich gehalten worden die Beerdigung der Toten, in alter vor langer Zeit auf diesem Ort begraben, zu dessen ewigem Gedächtnis von einem den armen Seelen höchst zugethanen frommen Christen diese steinerne saul gesetzt und aufgerichtet worden. Du, der Du solches liesest geh säufzen und sage: Verleih Ihnen, o GOTT, die ewige ruhe und daß immerwährende licht laß ihnen leuchten“.:S. 127

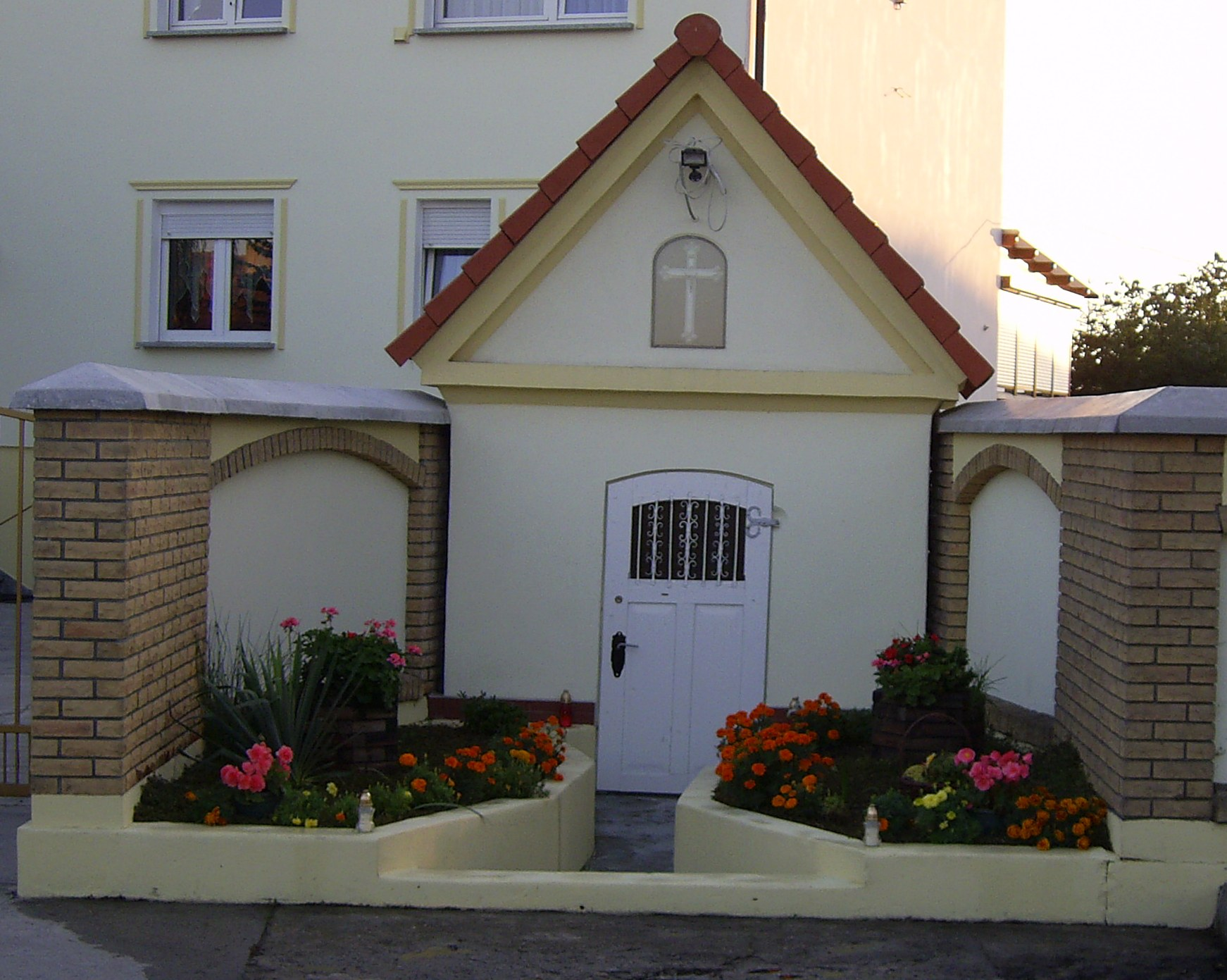
Eine der zwei wiedererrichteten Kapellen

Wahrscheinlich wurden Ende des 15. Jahrhunderts drei Kapellen errichtet.:S. 97 Sie befanden sich an den Wegen nach Lissa (Leszno), Fraustadt (Wschowa) und Gollmitz (Gołanice). Durch die Nationalsozialisten wurden alle drei Kapellen 1939/1940 niedergerissen.:S. 168 Nach Ende der Besetzung wurden zwei Kapellen an der Stelle der alten wiedererrichtet.
Eine weitere Sehenswürdigkeit ist die Mühle.

## Gemeinde

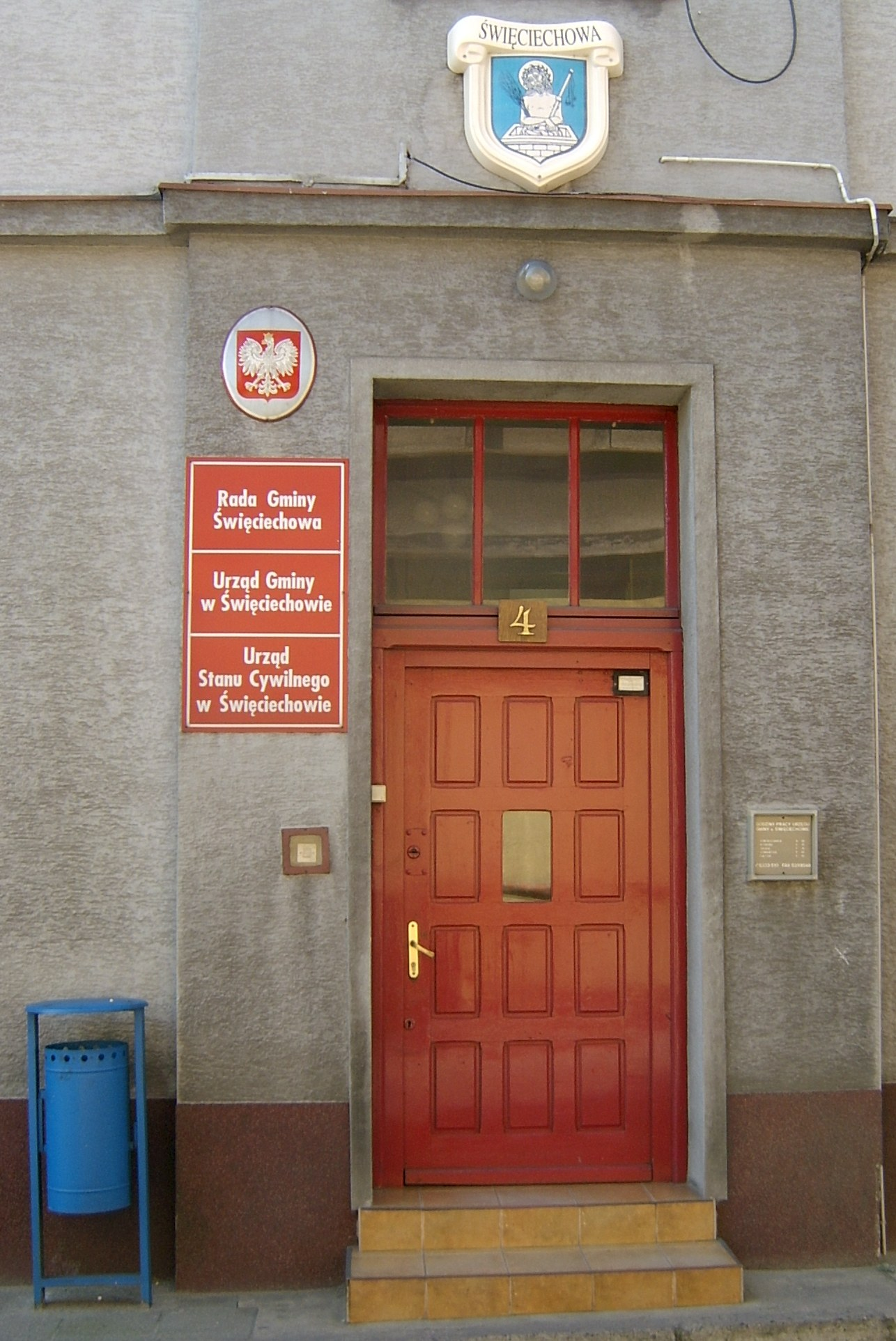
Das Gemeindeamt

Święciechowa ist Sitz einer Landgemeinde (gmina wiejska) mit einer Fläche von 134,97 km² und etwa 7.000 Einwohnern. Zur Gemeinde gehören folgende Ortschaften:
| Name         | deutscher Name (1815–1920) | deutscher Name (1939–45) |
| ------------ | -------------------------- | ------------------------ |
| Długie Nowe  | Neu Laube                  | Neulaube                 |
| Długie Stare | Alt Laube                  | Altlaube                 |
| Gołanice     | Gollmitz                   | Gollmitz                 |
| Henrykowo    | Heinrichshof               | Heinrichshof             |
| Krzycko Małe | Klein Kreutsch             | Kreutsch                 |
| Książęcy Las | Fürstenwalde               | Fürstenwalde             |
| Lasocice     | Laßwitz                    | Laßwitz                  |
| Niechłód     | Nicheln                    | Nicheln                  |
| Ogrody       | Garthe                     | Garthe                   |
| Piotrowice   | Petersdorf                 | Petersdorf               |
| Przybyszewo  | Priebisch                  | Priebisch                |
| Strzyżewice  | Striesewitz                | Stresen                  |
| Święciechowa | Schwetzkau                 | Schwetzkau               |
| Trzebiny     | Treben                     | Treben                   |

## Wirtschaft und Infrastruktur

### Verkehr
Święciechowa hat keinen eigenen Bahnhof, der Bahnhof vom direkt an die Stadt angrenzenden Leszno liegt etwa vier Kilometer vom Ortskern entfernt. Der Ortsteil Lasocice hat einen Dienstbahnhof an der Bahnstrecke Łódź–Forst (Lausitz).
Es führen einige kleinere Straßen in die Ortschaften der Umgebung. In südliche Richtung führt eine Straße nach Lasocice und trifft dabei auf die Landesstraße 12 (droga krajowa 12), die Leszno und Głogów verbindet.
Die Europastraße 261 führt durch Leszno und ist damit von Święciechowa etwa fünf Kilometer entfernt.
Der Flughafen Poznań-Ławica ist der nächste internationale Flughafen. Er befindet sich etwa 70 Kilometer nordöstlich des Dorfes und ist über die E261 zu erreichen.

### Ansässige Unternehmen
Wirtschaftlich ist die Landwirtschaft prägend für die Gemeinde. Etwa 60,8 Prozent der Gemeindefläche werden landwirtschaftlich genutzt und etwa 40 Prozent der Einwohner sind in der Landwirtschaft beschäftigt, dabei dominieren der Futtermittelanbau und die Schweinezucht.

### Öffentliche Einrichtungen

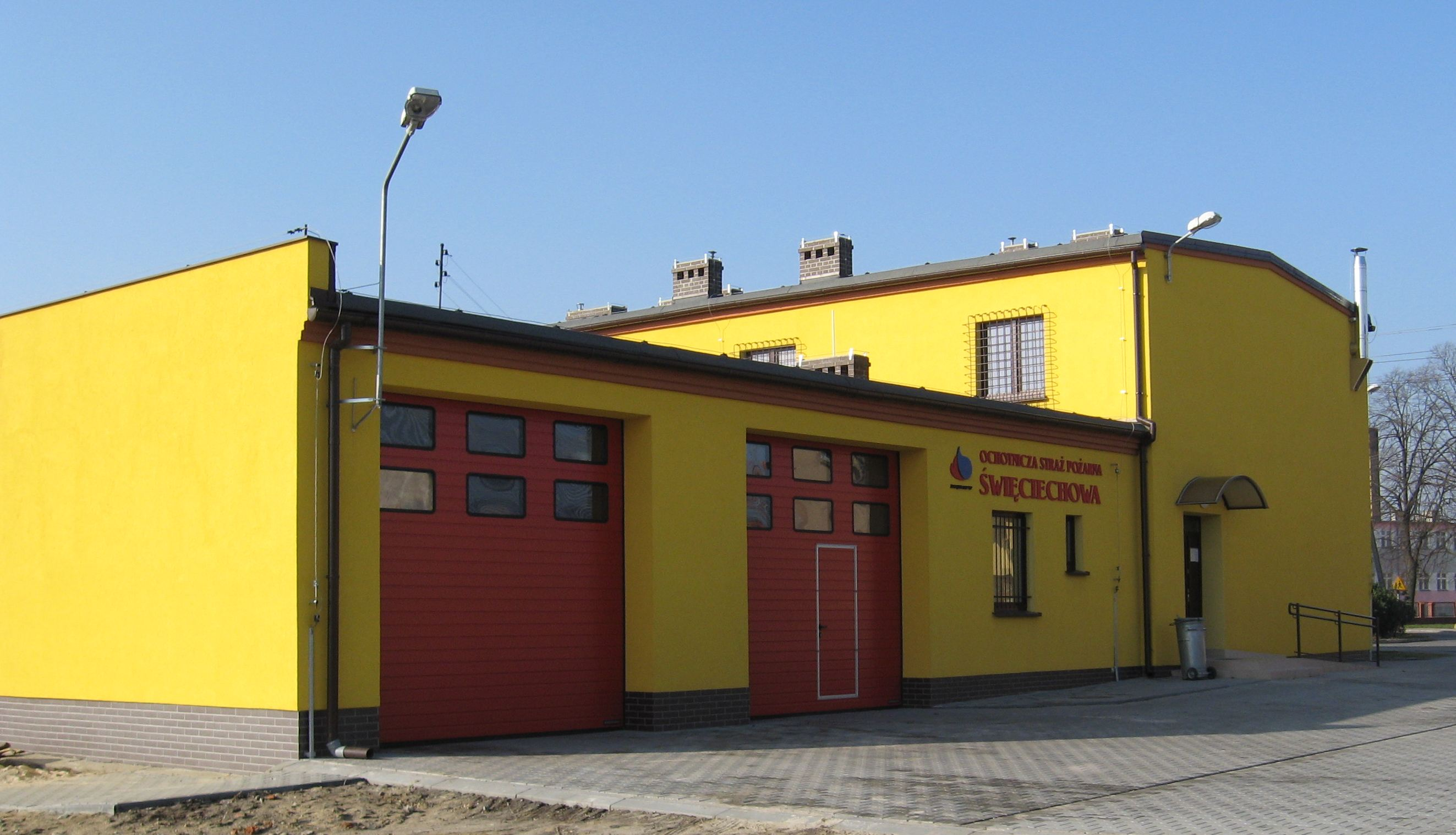
Gebäude der Feuerwehr

Die Stadt verfügt über eine eigene Freiwillige Feuerwehr.

### Bildung

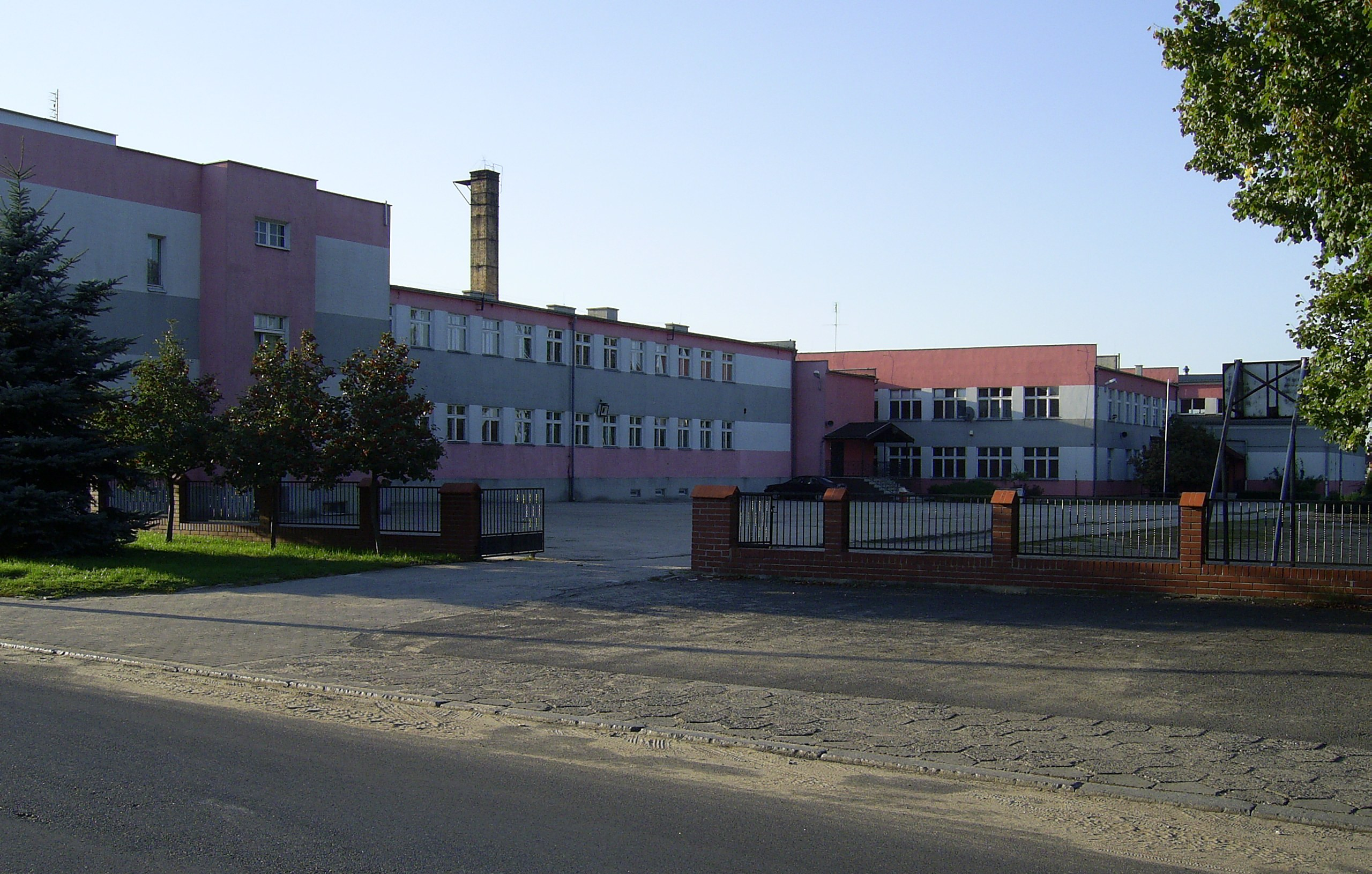
Das heutige Schulzentrum

1610 wurde von einer aus Ziegeln errichteten Schule berichtet. Der Magistrat der Stadt zahlte dem Lehrer 60 Złoty im Jahr und war für die Unterhaltung des Gebäudes verantwortlich. Die Besetzung der Lehrerstelle war allerdings das Recht des Pfarrers Schwetzkaus, welcher dadurch entsprechend großen Einfluss auf die Schulbildung hatte und auch wahrnahm. Zugleich war der Pfarrer verpflichtet, die Kirche zwei Mal im Jahr zu besichtigen. Gelehrt wurde neben dem Katechismus und einigen Gebeten auch Lesen und Schreiben. Ebenfalls wurde Gesang unterrichtet.
1803 besuchten etwa 65 der 200 Kinder die Schule. Zu dieser Zeit gab es einen Lehrer, kurz darauf wurde ein zweiter angestellt, um die von der preußischen Regierung erklärte Schulpflicht zu ermöglichen.:S. 144–145
1844 wurde an der Stelle der 1780 abgebrannten Schule ein neues Schulgebäude für die vierklassige Volksschule errichtet.
2007 gab es in dem Ort ein Schulzentrum, der die Grund- und die Realschule beinhaltete (Zespół Szkół Szkoła Podstawowa i Gimnazjum). Für das Gymnasium (liceum) fahren die Schüler nach Leszno.
Unmittelbar am Marktplatz befindet sich der Kindergarten des Dorfes.

## Söhne und Töchter (Auswahl)
- Anton Tasch (1845–1920), römisch-katholischer Geistlicher, Abgeordneter im Reichstag